# Сибирски федерален окръг
Сибирският федерален окръг е административно формирование в сибирската част на Русия. Създаден е с указ на президента на РФ от 13 май 2000 г.
Територията на окръга заема 30 % от територията на Руската федерация.

## Състав на окръга

### Републики
- Алтай (1)
- Бурятия (3)
- Тува (12)
- Хакасия (6)

### Краеве
- Алтайски (2)
- Забайкалски (4)
- Красноярски (8)

### Области
- Иркутска (5)
- Кемеровска (7)
- Новосибирска (9)
- Омска (10)
- Томска (11)

## По-големи градове
- Новосибирск
- Омск
- Красноярск
- Иркутск
- Барнаул
- Новокузнецк
- Кемерово
- Томск
- Улан Уде
- Чита